# SOVA
Slovenska obavještajno-sigurnosna agencija (slovenski: Slovenska obveščevalno-varnostna agencija,  kratica SOVA) slovenska je obavještajna i siguronosna agencija Vlade Republike Slovenije koja djeluje u zemlji i inozemstvu. Do 1995. nazivana je još i Varnostno informativna služba (hrv. Sigurnosno informativna služba). 

## Ravnatelji SOVA-e
- Dr. Miha Brejc (1990. – 1993.)
- Janez Sirše (1993.)
- Silvan Jakin (1993.)
- Drago Ferš (1993. – 1999.)
- Tomaž Lovrenčič (2000. – 2002.)
- Dr. Iztok Podbregar (2002. – 2006.)
- Matjaž Šinkovec (2006. – 2007.)
- Andrej Rupnik (2007. - trenutačno)

## Vanjske poveznice
- Službene stranice SOVA-e
- Prisluškivanja SOVE
- Djelovanje SOVE